# Río Mulato
Río Mulato es una localidad de Bolivia, ubicada en la región del Altiplano. Administrativamente se encuentra en los municipios de Uyuni y Tomave de la provincia de Quijarro en el departamento de Potosí.
Se localiza a 100 km de Uyuni, en la carretera que vincula a esta ciudad con el departamento de Oruro (Ruta 21). Se encuentra a una altitud de 3.821 m s. n. m., en pleno altiplano, al oeste de la Cordillera de los Frailes, que constituye una parte de la Cordillera Real u Oriental. Curiosamente esta población se encuentra dentro de dos jurisdicciones municipales, teniendo como referencia aproximada para su división la vía férrea Uyuni-Oruro. Correspondiendo la parte occidental al municipio de Uyuni y la oriental al municipio de Tomave. 
Sus límites son:
- Al Norte con la comunidad de Coroma.
- Al Este con la comunidad de Opoco.
- Al Sur con la comunidad de Quehua.
- Al Oeste con pequeñas poblaciones dispersas.

La carretera de la R.V.F. ruta 21 que une Oruro con Uyuni pasa por esta localidad.

## Demografía
Río Mulato es un punto geográfico donde vive gente de las comunidades circundantes, esto debido a que cuando se construyó el ramal de la vía férrea hacia Potosí fue de esta localidad.
La población de la localidad corresponde a 200 familias y un total de 780 habitantes.

## Aspectos económico productivos
Hasta antes de la capitalización de la Empresa Nacional de Ferrocarriles (ENFE) en el año 1996 por el gobierno del MNR, bajo la presidencia de Gonzalo Sánchez de Lozada, la principal actividad era la ferroviaria, por constituir un punto donde la vía férrea Oruro-Uyuni, se dividía hacia la ciudad de Potosí y que hasta entonces además del servicio de carga, los ferrocarriles brindaban servicio de pasajeros, constituyéndose en el presente en una pequeña estación de paso.
Actualmente los pobladores se dedican en una gran mayoría al cultivo de la quinua en sus diferentes variedades y en menor escala a la ganadería con la crianza de camélidos y ganado ovino.
Una de sus características de la cual sus habitantes se encuentran orgullosos es una pequeña vertiente de agua mineral que contiene: antimonio, cadmio, cobre, manganeso, mercurio,etc.
La principal actividad en la población es la agricultura, sin embargo existe también una gran parte de la población que desarrolla actividades de comercio, trabajo asalariado y servicios, siendo estas actividades las principales fuentes de ingreso de las familias.
Por las características ecológicas de la región, el cultivo de quinua (Quinua Real) tiene mayor importancia.
Otra actividad de la comunidad es la minería.
La ganadería es la segunda actividad, contándose una cantidad aproximada de 1000 cabezas de llamas y otra cantidad similar de ovejas de la cual se elaboran quesos, que son muy requeridos en las ciudades de la región por su incomparable sabor.